# لحام بالغاز

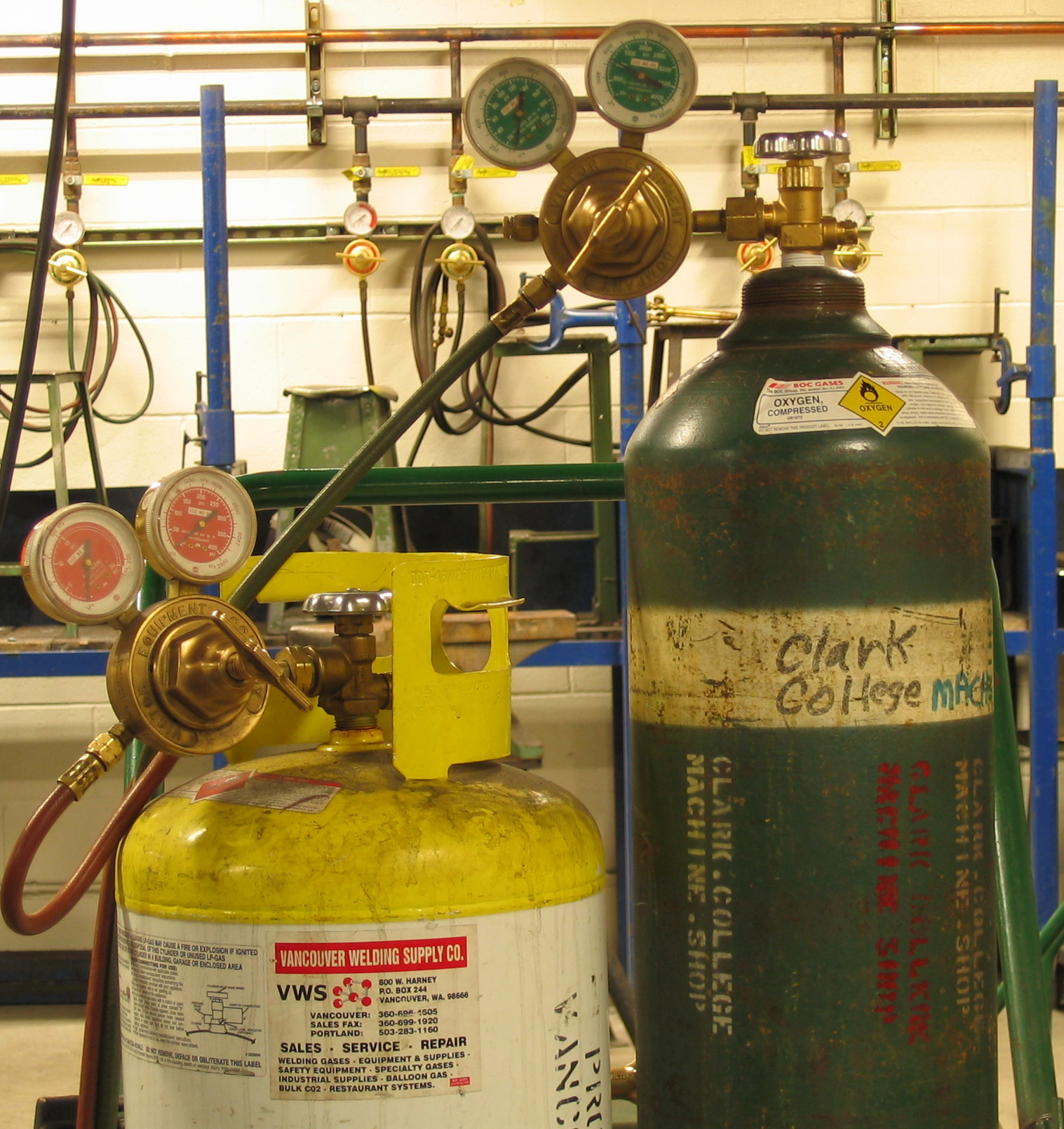
أسطوانتي الغاز والأكسجين

لحام الغاز هو نوع من أنواع اللحام نستخدم فيه غاز الأكسجين مع غاز آخر لتوليد الحرارة الكافية لصهر سلك اللحام.